# Canadian Championship 2014
Die Canadian Championship 2014 (offiziell: Amway Canadian Championship) war ein Fußballturnier, welches von der Canadian Soccer Association organisiert wurde und zur Ermittlung des kanadischen Teilnehmers an der CONCACAF Champions League 2014/15 diente.
Das Teilnehmerfeld bestand aus den am professionellen Spielbetrieb in Nordamerika teilnehmenden kanadischen Vereinen Toronto FC, Vancouver Whitecaps und Montreal Impact aus der Major League Soccer sowie dem FC Edmonton und Ottawa Fury, die in der North American Soccer League spielten.
Das Turnier wurde im K.O.-Modus mit Halbfinale und Finale ausgetragen. Dabei wurden drei der Halbfinalplätze an die Teams aus der MLS vergeben. Der vierte Halbfinalplatz wurde in einem Qualifikationsspiel zwischen Ottawa Fury und dem FC Edmonton ausgespielt. Die Begegnungen wurden als Hin- und Rückspiel ausgetragen, dabei hatte das besser gesetzte Team im Rückspiel Heimrecht bzw. konnte im Finale wählen, in welcher der beiden Partien es das Heimrecht ausübten wollte.
Das Hinspiel der Qualifikation fand am 24. April 2014 statt, die Halbfinalspiele waren am 7. und 14. Mai. Die Finalspiele wurden am 28. Mai und 4. Juni ausgetragen.

## Turnierverlauf
| Qualifikation | Qualifikation | Qualifikation | Qualifikation | Qualifikation |  |  | Halbfinale | Halbfinale          | Halbfinale | Halbfinale | Halbfinale |  |            | Finale          | Finale | Finale | Finale | Finale |
|               |               |               |               |               |  |  |            |                     |            |            |            |  |            |                 |        |        |        |        |
|               |               |               |               |               |  |  |            |                     |            |            |            |  |            |                 |        |        |        |        |
|               |               |               |               |               |  |  | 3          | FC Toronto          | 2          | 1          | 3 (5)      |  |            |                 |        |        |        |        |
|               |               |               |               |               |  |  | 2          | Vancouver Whitecaps | 1          | 2          | 3 (3)      |  |            |                 |        |        |        |        |
|               |               |               |               |               |  |  |            |                     |            |            |            |  | FC Toronto | 1               | 0      | 1      |        |        |
|               | Ottawa Fury   | 0             | 1             | 1             |  |  |            |                     |            |            |            |  |            | Montreal Impact | 1      | 1      | 2      |        |
|               | FC Edmonton   | 0             | 3             | 3             |  |  | 4          | FC Edmonton         | 2          | 2          | 4          |  |            |                 |        |        |        |        |
|               |               |               |               |               |  |  | 1          | Montreal Impact     | 1          | 4          | 5          |  |            |                 |        |        |        |        |
|               |               |               |               |               |  |  |            |                     |            |            |            |  |            |                 |        |        |        |        |

### Qualifikationsrunde

#### Hinspiel
| 23. April 2014 19:30 (Ortszeit) | Ottawa Fury                                 | 0:0     | FC Edmonton           | Keith Harris Stadium, Ottawa Zuschauer: 2.411 Schiedsrichter: Geoff Gamble |
| 23. April 2014 19:30 (Ortszeit) | Beckie 33′ Dantas 51′ Davies 70′ Mayard 80′ | Bericht | Edward 28′ Ameobi 72′ | Keith Harris Stadium, Ottawa Zuschauer: 2.411 Schiedsrichter: Geoff Gamble |

#### Rückspiel
| 30. April 2014 19:30 (Ortszeit) | FC Edmonton                                         | 3:1     | Ottawa Fury         | Clarke Stadium, Edmonton Zuschauer: 2.001 Schiedsrichter: Drew Fischer |
| 30. April 2014 19:30 (Ortszeit) | Edward 24′ Fordyce 30′ 61′ 62′ Jones 34′ Boakai 48′ | Bericht | Ryan 40′ Dantas 90′ | Clarke Stadium, Edmonton Zuschauer: 2.001 Schiedsrichter: Drew Fischer |

### Halbfinale

#### Hinspiel
| 7. Mai 2014 19:30 (Ortszeit) | FC Edmonton                              | 2:1     | Montreal Impact                     | Clarke Stadium, Edmonton Zuschauer: 1.946 Schiedsrichter: Silviu Petrescu |
| 7. Mai 2014 19:30 (Ortszeit) | Jones 45′ Moses 55′ Ameobi 60′ Nonni 90′ | Bericht | Camara 41′ McInerney 56′ Pearce 82′ | Clarke Stadium, Edmonton Zuschauer: 1.946 Schiedsrichter: Silviu Petrescu |

| 7. Mai 2014 19:30 (Ortszeit) | Toronto FC                               | 2:1     | Vancouver Whitecaps                   | BMO Field, Toronto Zuschauer: 22.591 Schiedsrichter: Mathieu Bourdeau |
| 7. Mai 2014 19:30 (Ortszeit) | Defoe 28′ Bradley 28′ 89′ De Rosario 90′ | Bericht | Mitchell 48′ Reo-Coker 60′ Manneh 90′ | BMO Field, Toronto Zuschauer: 22.591 Schiedsrichter: Mathieu Bourdeau |

#### Rückspiel
| 14. Mai 2014 19:30 (Ortszeit) | Vancouver Whitecaps                              | 2:1 n. V. | Toronto FC                                  | BC Place, Vancouver Zuschauer: 18.470 Schiedsrichter: David Gantar |
| 14. Mai 2014 19:30 (Ortszeit) | Mitchell 16′ Hurtado 43′ Salgado 78′ Morales 86′ | Bericht   | Henry 4′ 58′ Bekker 16′ Orr 89′ Bloom 90+2′ | BC Place, Vancouver Zuschauer: 18.470 Schiedsrichter: David Gantar |

|                               |     | Elfmeterschießen                             |  |
| Laba Manneh Fernández Teibert | 3:5 | Orr Moore De Rosario Bradley Nakajima-Farran |  |

| 14. Mai 2014 19:30 (Ortszeit) | Montreal Impact                                         | 4:2     | FC Edmonton                                                     | Stade Saputo, Montreal Zuschauer: 12.826 Schiedsrichter: Drew Fischer |
| 14. Mai 2014 19:30 (Ortszeit) | McInerney 10′ 17′ Brovsky 47′ Bernier 90+7′ (Strafstoß) | Bericht | Edward 45+3′ Jonke 67′ 70′ (Strafstoß) Boakai 79′ Hlavaty 90+6′ | Stade Saputo, Montreal Zuschauer: 12.826 Schiedsrichter: Drew Fischer |

### Finale

#### Hinspiel
| 28. Mai 2014 19:30 (Ortszeit) | Toronto FC        | 1:1     | Montreal Impact      | BMO Field, Toronto Zuschauer: 18.269 Schiedsrichter: Silviu Petrescu |
| 28. Mai 2014 19:30 (Ortszeit) | Henry 20′ Rey 35′ | Bericht | Mapp 73′ Lefèvre 85′ | BMO Field, Toronto Zuschauer: 18.269 Schiedsrichter: Silviu Petrescu |

#### Rückspiel
| 4. Juni 2014 19:30 (Ortszeit) | Montreal Impact                   | 1:0     | Toronto FC | Stade Saputo, Montreal Zuschauer: 13.423 Schiedsrichter: David Gantar |
| 4. Juni 2014 19:30 (Ortszeit) | Bernardello 4′ Felipe 90+1′ 90+2′ | Bericht |            | Stade Saputo, Montreal Zuschauer: 13.423 Schiedsrichter: David Gantar |